# Andrés Pascual
Andrés Pascual Carrillo de Albornoz (Logroño, 1969) es un escritor, conferenciante y abogado español. Viajero incansable, ha recorrido medio mundo buscando inspiración para sus novelas y para el desarrollo personal. Es además pianista y compositor de formación clásica, habiendo formado parte de diversas bandas de rock. Tras haber vivido unos años entre Londres y Lisboa, actualmente reside en Madrid.

## Biografía
Andrés Pascual nació en Logroño en el año 1969. Estudió en el IES La Laboral de Lardero (La Rioja). Es licenciado en Derecho por la Universidad de Navarra y ha ejercido durante más de veinte años como abogado en La Rioja, con despachos en Logroño y Nájera. Actualmente se dedica a la escritura y a impartir conferencias, así como a crear contenido emocional para empresas. Es director del Executive Chief Happiness Officer de la UNIR sobre felicidad y bienestar corporativo. Tiene publicados once libros, de los cuales ha vendido cientos de miles de ejemplares y han sido traducidos en varios países.
Pianista de formación clásica, su senda musical terminó enfocándose hacia el pop y el rock. Ha formado parte de varias bandas, destacando el grupo Catorce de Septiembre, que logró el galardón de Grupo de Rock Revelación de la emisora Radio 3 de RNE en 1992 y un gran éxito entre público adolescente.
También es un viajero incansable. Ha recorrido cincuenta países de cuatro continentes: Siria, Líbano, Etiopía, Botsuana, Namibia, Madagascar, Myanmar, Nepal, Tíbet, India, Vietnam, Perú, Ecuador, Indonesia y otros muchos. De ellos ha traído baúles de inspiración para sus novelas y también unas preciosas enseñanzas que, como él mismo afirma, le guían en el viaje más importante de todos: el de la vida. Aficionado también a la fotografía, ha documentado gráficamente sus viajes, compartiendo las mismas en su web y en redes sociales.

## Carrera literaria

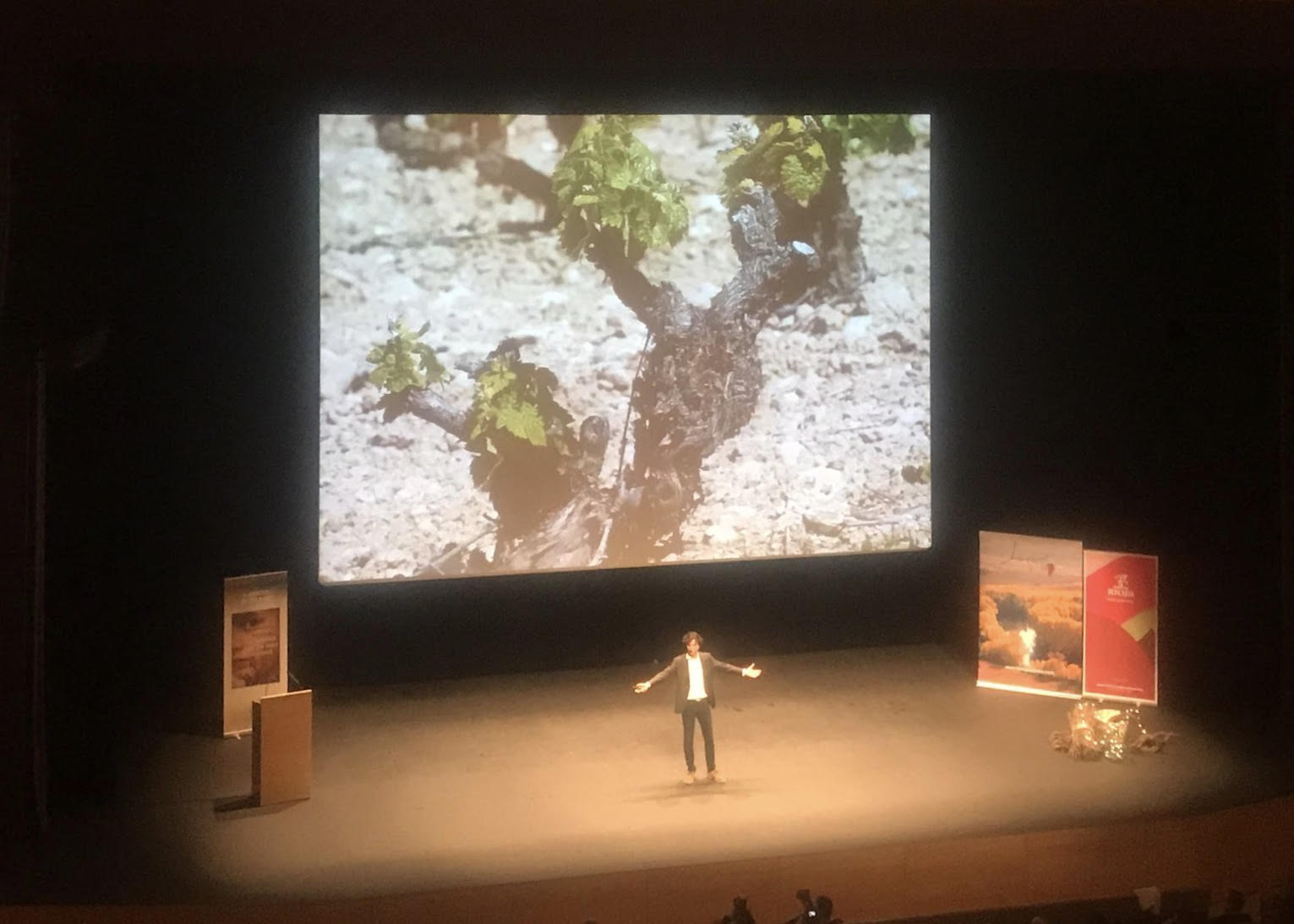
Andrés Pascual en la presentación de su novela "A merced de un dios salvaje". Año 2018.

Fruto de sus vivencias en el continente asiático surgió su ópera prima El guardián de la flor de loto, de la cual ha vendido más de 100.000 ejemplares en España, habiendo sido traducida en Italia, Portugal, Brasil, Rusia y Bulgaria. Un productor cinematográfico independiente afincado en Los Ángeles ha llevado a cabo un guion adaptado de la novela.
En octubre del año 2009 salió al mercado su segundo libro, El compositor de tormentas, que resultó Finalista del VIII Premio de Novela Ciudad de Torrevieja, el segundo mejor dotado de España en aquel momento después del Premio Planeta, del cual se lanzó una primera edición de 40.000 ejemplares. Al igual que el anterior, también tuvo repercusión internacional al haber sido publicado en  Alemania, Portugal, Brasil, Chequia y Polonia.
Su tercera novela, El haiku de las palabras perdidas, publicada en octubre de 2011, se aproxima en ventas a su ópera prima y consolidó la proyección internacional del autor. Fue escogida por los oyentes de RNE una de las 25 novelas más bellas que habían leído, a través de una clasificación coordinada por el programa El ojo crítico que seleccionó casi un millar de obras. Fue presentado en cuarenta ciudades, una gira que se cerró en Tokio junto a personas reales que habían inspirado a los personajes de la novela. 
Tras ella publicó con la Editorial Planeta una obra íntima llamada El sol brilla por la noche en Cachemira., en la que comenzaba a explorar en una dimensión más profunda los temas crecimiento personal e inspiración vital que, junto con los viajes, terminarían convirtiéndose en la base fundamental de sus conferencias.
A este libro le siguió Edén, un thriller ambientado en Brasil de la que se han lanzado diversas ediciones en tapa dura y bolsillo. Ha sido recientemente publicado en Portugal por la editorial Marcador.
Posteriormente publicó El viaje de tu vida, su primer libro de no ficción. Un tratado inspiracional sobre la necesidad de perseguir las cosas que amamos que lanzó definitivamente su faceta de conferenciante.
Ese mismo año, obtuvo el Premio 2016 de Novela Histórica Alfonso X El Sabio con "Taj", una novela llena de romanticismo sobre la construcción del Taj Mahal. Con motivo de esta publicación, el periódico ABC lo nombró Personaje Cultural de 2016, escogiéndolo como uno de los diez escritores más relevantes del año.
En 2017 ganó el Premio Urano de Crecimiento Personal con una fábula llamada “El oso, el tigre y el dragón” escrita a cuatro manos con Ecequiel Barricart, que ahonda en la forma de gestionar las emociones y de mantener el equilibrio entre las metas y el propósito vital.
En 2018 y 2020 publicó respectivamente “A merced de un dios salvaje” y “El beso del ángel”, dos thrillers ambientados en el mundo del vino de su tierra, La Rioja. Se trata de dos novelas conectadas por el escenario pero de trama y lectura independiente. La primera ofrece una visión del mundo bodeguero más tradicional y la segunda se centra en la parte más sofisticada del vino y en el enoturismo.
También en 2020 publicó “Incertidumbre Positiva: Convierte la inseguridad, el caos y el cambio en una vía al éxito”, un método para abrazar la incertidumbre como el estado natural y permanente del ser humano y sacarle el máximo provecho.
En 2023 publicó “Líder del bienestar, 10 habilidades para lograr una empresa feliz y productiva”, en el que presenta una visión general del
método de felicidad organizacional que sirve de base al programa Executive Chief Happiness Officer sobre felicidad organizacional que dirige en la UNIR (Universidad Internacional de La Rioja).
Tras cuatro años sin publicar ficción, en 2024 vuelve a la novela histórica con “El árbol de las palabras”, una obra que tiene como marco los inicios de la que fue colonia española en Guinea Ecuatorial.
Toda su obra está editada en tapa dura y en bolsillo. El sello DeBolsillo tiene incluso una "biblioteca Andrés Pascual" con sus cuatro primeros títulos.

## Conferencias

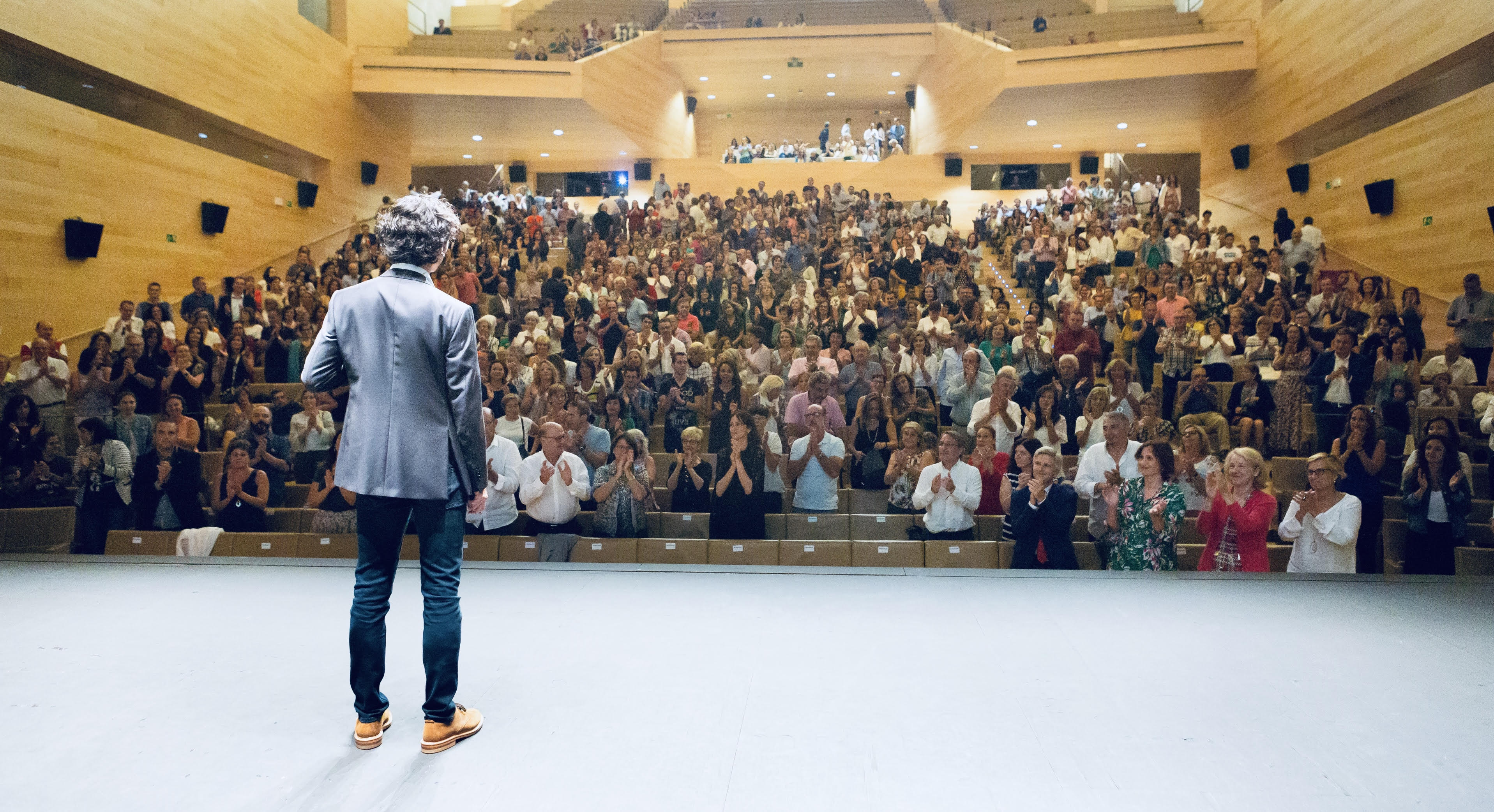
Andrés Pascual terminando una charla en el Palacio de Congresos Riojaforum de Logroño.

Ha impartido charlas y talleres en lugares tan dispares como Tokio, Sao Paulo, Tel Aviv, Berlín, Ámsterdam, Londres o Fez, entre otros. Actualmente forma parte del elenco de conferenciantes de la agencia BCC Speakers International Bureau. En sus conferencias en España y Latinoamérica trata temas relacionados con el bienestar y la felicidad personal y organizacional, el desarrollo personal y de liderazgo, y la gestión de la incertidumbre y miedo al cambio en las organizaciones.
Es creador y director del programa Executive Chief Happiness Officer de UNIR Universidad, un método pionero de bienestar corporativo con el que forma a consultores, directivos y mánager de cientos de organizaciones en las tres dimensiones del bienestar: físico, emocional y social. Gracias a este trabajo con empresas y líderes referentes, dispone de las últimas tendencias, datos y soluciones para transformar la cultura corporativa hacia el nuevo paradigma de la felicidad organizacional.
Entre los años 2008 y 2024 ocupó el cargo de director del Aula de Cultura del diario La Rioja, habiendo sido anfitrión de más de cien personalidades de la ciencia y la cultura. Desde este rol ha organizado eventos teniendo como invitados a divulgadores de primer nivel como Eduardo Punset, historiadores como Paul Preston o escritores como Javier Cercas, a los cuales ha entrevistado en directo sobre el escenario, ejerciendo como maestro de ceremonias.

## Carrera musical
Comenzó a estudiar solfeo, armonía y piano con tan solo siete años. A los dieciséis ganó el Primer Premio de Interpretación Musical Fermín Gurbindo con una sonata de Mozart, pero terminó abandonando la música clásica para dedicarse al pop y al rock.[cita requerida]
A su llegada a Pamplona para cursar Derecho en la Universidad de Navarra, se incorporó al grupo de pop Quinta Columna, con el que dio un centenar de conciertos y acudió a certámenes nacionales. Posteriormente pasó a formar parte de la banda de rock Catorce de Septiembre, con la que grabó dos discos al tiempo que cursaba cuarto y quinto de Derecho. El primero (Cuentas pendientes) como músico contratado de sesión y el segundo (Deseos prohibidos) ya como miembro permanente de la banda. La grabación corrió a cargo de Sony Music internacional para el sello EPIC. Varios temas de este disco sonaron en los primeros puestos de Cuarenta Principales y Cadena Cien. Tras girar por todo el país y actuar en grandes escenarios como la Expo 92 de Sevilla, gracias a la canción La fiebre negra se alzaron con el Premio Grupo de Rock Revelación de 1992 de Radio 3 de RNE.
Tras estas experiencias como cantante y teclista, y ya ejerciendo la abogacía, siguió componiendo música para otros artistas, llegando a producir y editar discos con sello propio. Desde hace casi dos décadas interpreta versiones de grandes éxitos del rock con su banda Animalversion.

## Obras

### En solitario
- El guardián de la flor de loto (Plaza Janés 2007)
- El compositor de tormentas (Plaza Janés 2009)
- El haiku de las palabras perdidas (Plaza Janés 2011)
- El sol brilla por la noche en Cachemira (Planeta 2012)
- Edén (Plaza Janés 2014)
- El viaje de tu vida (Plaza Janés 2016)
- Taj (Espasa 2016)
- A merced de un dios salvaje (Espasa 2018)
- El beso del ángel (Espasa 2020)
- Incertidumbre Positiva (Espasa 2020)
- Líder del bienestar, 10 habilidades para una empresa feliz y productiva (Letrame 2023)
- El árbol de las palabras (Espasa 2024)

### Conjuntas
- El oso, el tigre y el dragón (con Ecequiel Barricart, Urano, 2017)

## Premios
- Ganador del Premio de Novela Histórica Alfonso X el Sabio por Taj (2016)
- Finalista del Premio de Novela Ciudad de Torrevieja por El compositor de tormentas (2009)[30]
- Ganador del Premio Urano de Crecimiento Personal, escrito conjuntamente con Ecequiel Barricart, por El oso, el tigre y el dragón (2017)[31]